# Frank Oliver
Pour les articles homonymes, voir Oliver.
Pas d'image ? Cliquez ici

a Compétitions nationales et continentales officielles uniquement.

b Matchs officiels uniquement.
Dernière mise à jour le 10 janvier 2025.
Francis James "Frank" Oliver, né le 24 décembre 1948 à Dunedin et mort le 16 mars 2014 à Palmerston North, est un ancien joueur de rugby à XV néo-zélandais qui a joué 43 fois (dont 17 tests matchs) pour les All-Blacks de 1976 à 1981. C'était un deuxième ligne de 1,91 m et 107 kg.

## Carrière
Oliver a joué 213 matchs de haut niveau, dont 43 avec les Blacks, 64 pour la région de Southland, 8 pour Otago et 54 pour Manawatu.
Il a été quatre fois capitaine des Blacks, son fils Anton Oliver aura aussi la même distinction dans les années 2000.
Son bilan en test matchs avec les Blacks est de 11 victoires et 6 défaites (dont deux défaites contre la  France). Après une victoire contre la France à Christchurch en 1979, il termina sa carrière en test matchs par des défaites contre les Français à Auckland puis contre l'Afrique du Sud à Wellington.
Après sa carrière de joueur, il a entraîné plusieurs équipes, dont celle de Nouvelle-Zélande des moins de 19 ans en 1993-1994, puis les Blues.

## Palmarès
- Nombre de tests avec les Blacks : 17
- Autres matchs avec les Blacks : 26
- Nombre total de matchs avec les Blacks : 43
- Première cape : 3 juillet 1976
- Dernière cape : 29 août 1981
- Matchs avec les Blacks par année : 13 en 1976, 9 en 1977, 14 en 1978, 2 en 1979, 4 en 1980 et  1 en 1981